# اسامه الوسلاتی
اسامه الوسلاتی (انگلیسی: Oussama Oueslati؛ زادهٔ ۲۴ مارس ۱۹۹۶) تکواندوکار اهل تونس است.
وی در مسابقات کشوری و بین‌المللی در مجموع برندهٔ ۱ مدال برنز شده‌است.